# サッタール・ハメダニ
サッタール・ハメダニ（Sattar Hamedani、1974年6月6日 - ）は、イランの元サッカー選手。元イラン代表。ポジションはミッドフィールダー。

## 来歴
1998年4月にイラン代表デビュー。出場機会は無かったが1998 FIFAワールドカップのメンバーにも選ばれた。2001年までに41試合に出場、1得点をあげた。

## 代表歴

### 出場大会
- イラン代表
  - 1998 FIFAワールドカップ

### 試合数
- 国際Aマッチ 41試合 1得点（1998年-2001年）[1]

| イラン代表 | 国際Aマッチ | 国際Aマッチ |
| 年         | 出場        | 得点        |
| ---------- | ----------- | ----------- |
| 1998       | 10          | 0           |
| 1999       | 5           | 1           |
| 2000       | 24          | 0           |
| 2001       | 2           | 0           |
| 通算       | 41          | 1           |